# Cosmopterix similis
Cosmopterix similis là một loài bướm đêm thuộc họ Cosmopterigidae. Loài này có ở quần đảo Virgin thuộc Mỹ (St. Thomas, St. Croix) và quần đảo Virgin thuộc Anh (Guana).
Cá thể trưởng thành được ghi nhận vào tháng 3, tháng 4, tháng 6 và tháng 7.